# Плоская (Черновицкая область)
Пло́ская (укр. Плоска) — село в Селятинской сельской общине Вижницкого района Черновицкой области Украины.
До 2020 года входило в Путильский район
Население по переписи 2001 года составляло 827 человек. Почтовый индекс — 59130. Телефонный код — 3738. Код КОАТУУ — 7323583001.